# 大谷幸夫
大谷 幸夫（おおたに さちお、1924年〈大正13年〉2月20日 - 2013年〈平成25年〉1月2日）は、日本の建築家、都市計画家。東京大学名誉教授。

## 生涯
東京都赤坂区（現・港区）生まれ。東京大学工学部建築学科卒業。丹下健三の片腕として、広島平和記念資料館や旧東京都庁舎の設計を手伝う。1964年、東京大学都市工学科助教授就任。1971年から1984年まで、東京大学都市工学科教授。1984年から東京大学都市工学科名誉教授。1983年から1989年まで千葉大学建築学科教授。大谷は生前、「住宅は中庭のあるのが基本」と述べ、自身のポリシーとしていた。2001年、勲三等瑞宝章受章。

## 年譜
- 1946年　東京大学第一工学部建築学科卒業。大学院特別研究生（旧丹下健三研究室）
- 1951年　東京大学工学部大学院満期退学、引き続き丹下教授の下で研修。広島平和記念公園及び記念館、旧東京都庁舎等の計画・設計・監理に参加。
- 1960年　丹下研究室を辞す。自宅にて麹町計画を立案。
- 1961年　設計連合を設立、建築設計に従事。
- 1964年　東京大学工学部都市工学科助教授に就任（都市設計論、都市設計演習）
- 1967年　大谷研究室発足
- 1971年　東京大学工学部都市工学科教授に就任
- 1973-87年　東北大学工学部講師兼任（建築計画論）
- 1982-87年　神戸大学大学院自然科学研究科講師兼任（都市設計論）
- 1983-84年　千葉大学工学部建築学科教授兼任（居住学・居住学特論）
- 1984年　東京大学を定年退官し千葉大学に移る。東京大学名誉教授
- 1989年　千葉大学を定年退官。株式会社大谷研究室代表、設計活動にあたる。
- 2013年　1月2日　逝去

## 資格
一級建築士　登録番号第32349号

## 所属学会・委員会等
日本建築学会、日本都市計画学会、日本建築家協会
文化庁文化財保護審議会専門委員会、文部省大学設置審議会専門委員会、
建設省建築審議会委員、厚生省生活環境審議会　等

## 主な作品

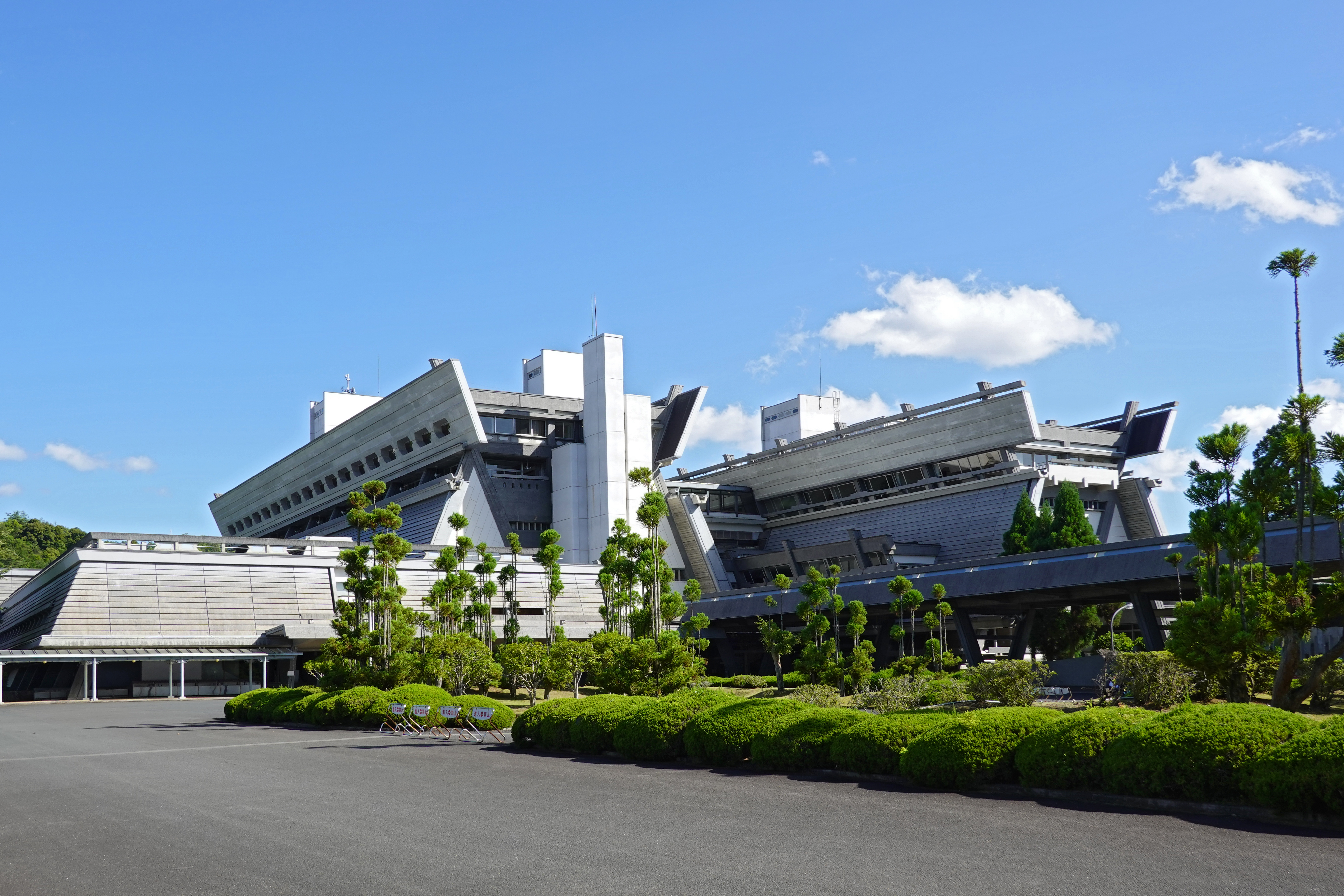
国立京都国際会館

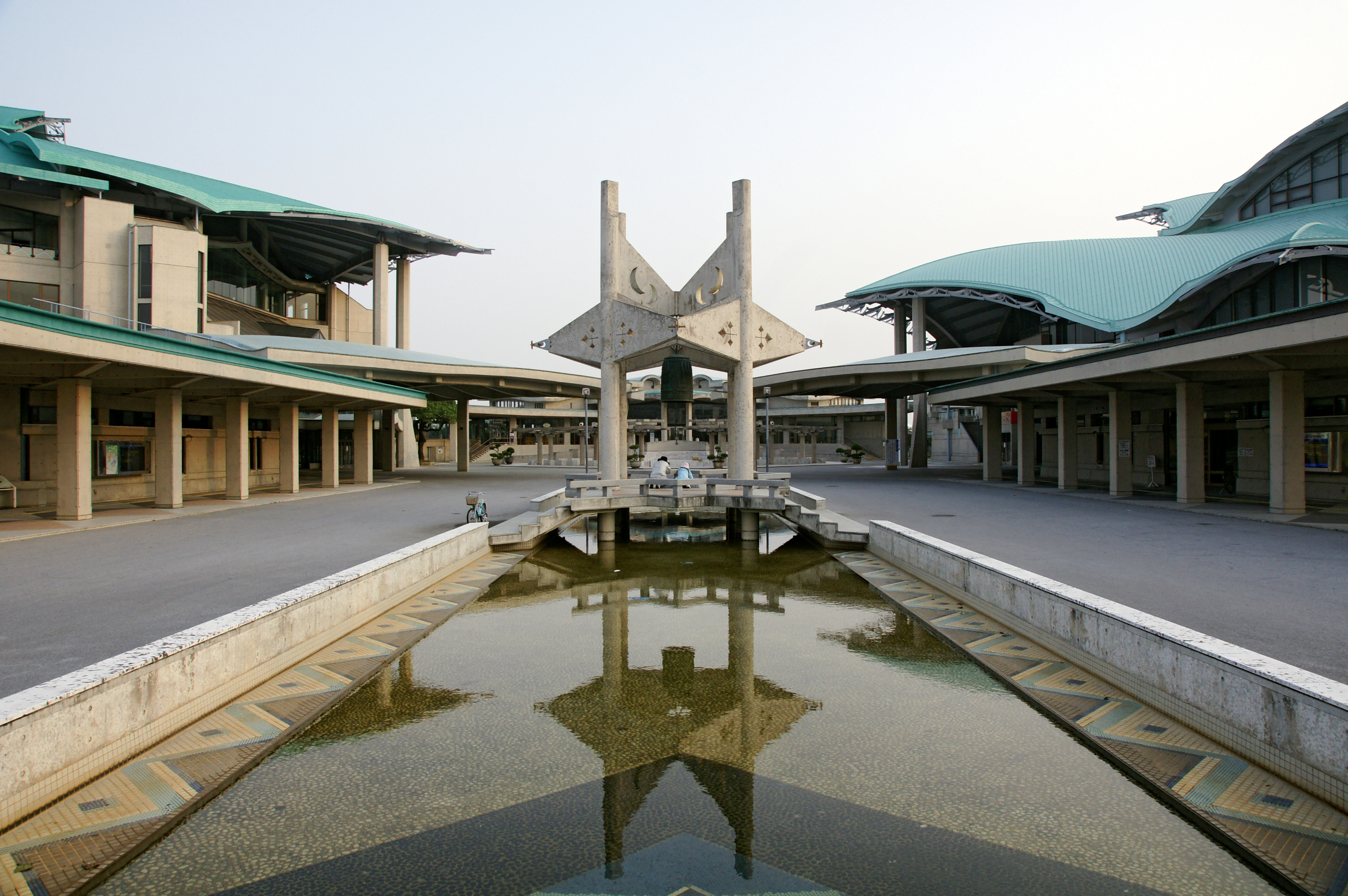
沖縄コンベンションセンター

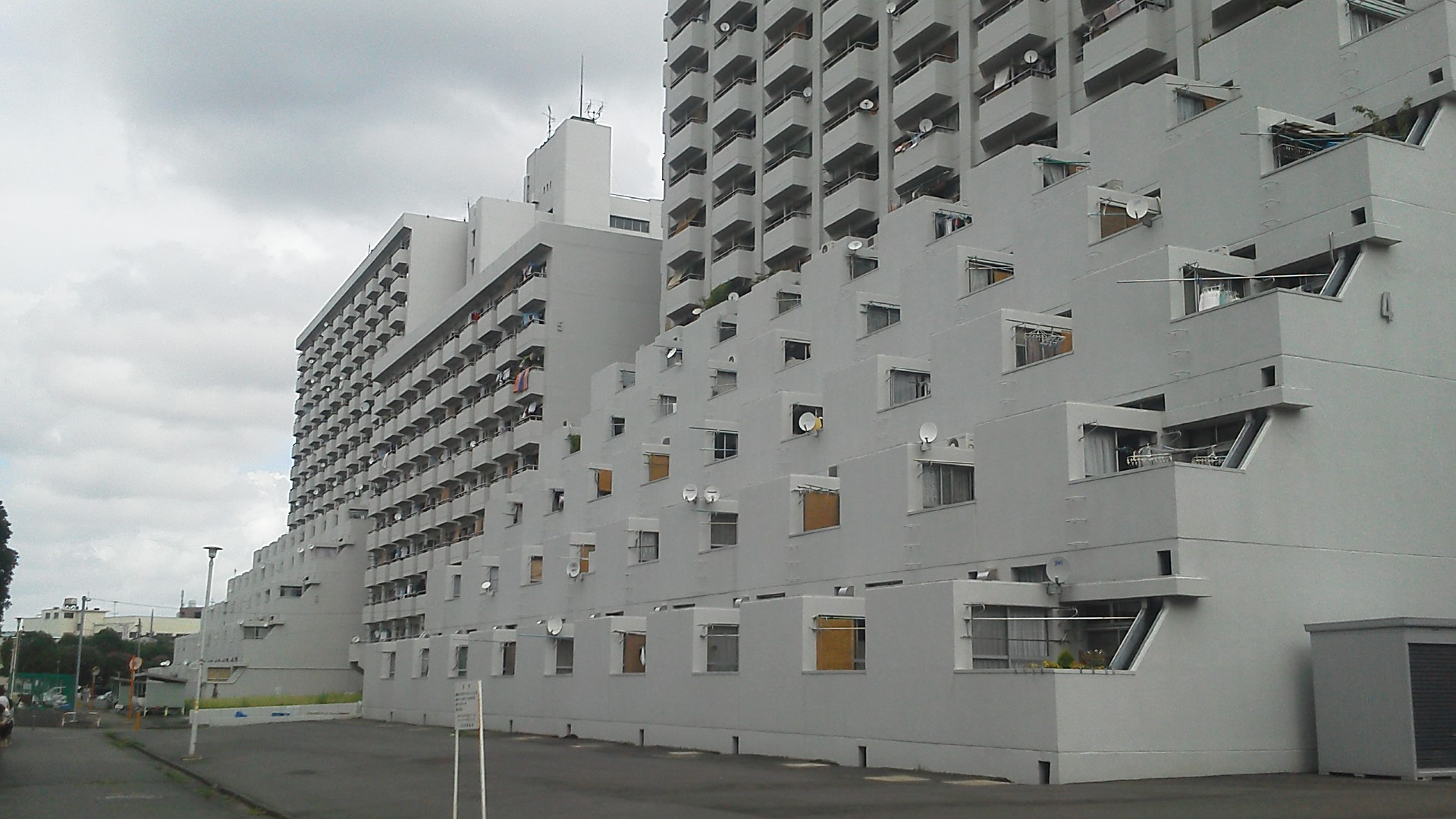
川崎市河原町高層公営住宅団地

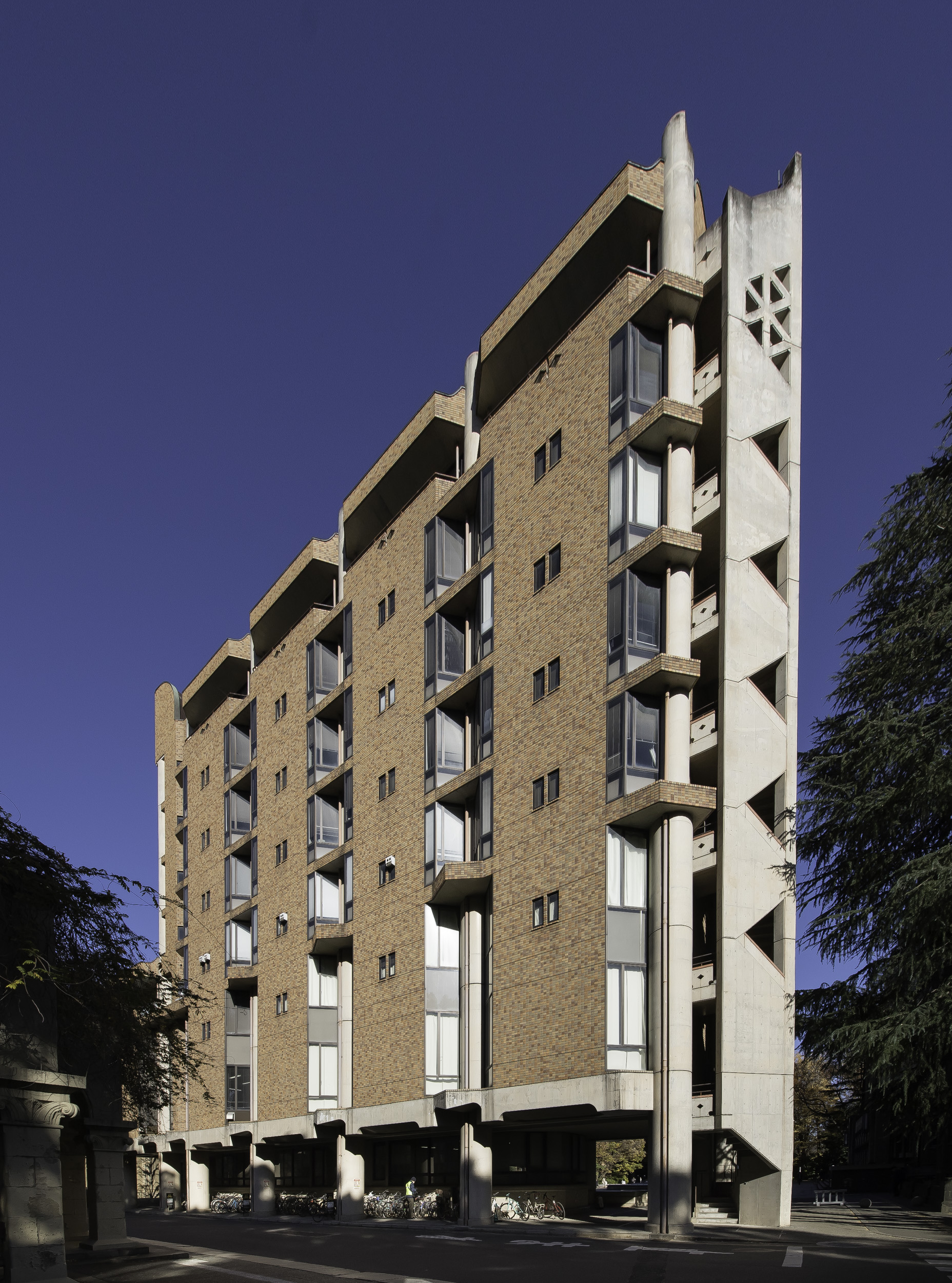
東京大学法学部4号館

### 構想と都市計画
- 「麹町計画」- 水谷頴介とともにコートハウスを住居単位とした市街地再構成のケーススタディ（1961年）。
- 協同組合富山問屋センター団地（1964年-1967年）
- 川崎駅西口地区市街地再開発計画（1970年）
- 静岡県裾野市総合開発計画（1972年）
- 松本城周辺整備調査計画（1973年）
- 三井インダストリアルパーク住宅地区基本計画（1973年）
- 三井物産相模湖社有地尾坊地区土地利用計画と施設計画（1973年）
- 建物中庭の住居環境に関する総合的研究（1973年）
- シンガポールコンベンションセンター世界貿易センター基本計画
- 川口駅西口地区整備計画（斉藤邦彦アンドアソシエイツと共同、1980年）
- 旧東京教育大学移転跡地計画（1981年-1982年）
- 長野市松代伝統的建造物保全対策事業（1982年）
- 東京国際空港沖合い展開に関わる整備基本計画の景観調査（1983年）
- 荒川区アメニティタウン計画研究・快適環境整備事業基本計画策定（1985年）

### 建築作品
- 東京都児童会館（東京都渋谷区 / 1963年 / 現存せず）
- 天照皇大神宮教 本部道場（山口県田布施町 / 1964年）
- 国立京都国際会館（京都市左京区 / 1966年〜）
- 北里大学相模原校舎・女子寮（神奈川県相模原市 / 1968年）
- 川崎市河原町高層公営住宅団地（川崎市幸区 / 1969年）[4]
- 金沢工業大学（石川県野々市市 / 1969年〜）
- 日本万国博覧会 住友童話館（大阪府吹田市 / 1970年/現存せず）
- 天照皇大神宮教 東京道場（東京都千代田区 / 1978年）
- 文京スポーツセンター（東京都文京区 / 1986年）
- 東京大学法学部4号館・文学部3号館（東京都文京区 / 1987年）
- 沖縄コンベンションセンター（沖縄県宜野湾市 / 1987年）
- 山口県民文化ホールいわくに「シンフォニア岩国」（山口県岩国市/1996年）
- 天照皇大神宮教 恩額山整備事業（山口県田布施町 / 1992年）
- 天照皇大神宮教 本部道場（中道場・付帯施設）（山口県田布施町 / 2004年）
- 天照皇大神宮教 山口道場（山口県山口市 / 2008年）

## 主な著書
- 『空地の思想』（北斗出版、1979年）
- 『大谷幸夫 建築・都市論集』（勁草書房、1986年） / ISBN 978-4326700295
- 『都市にとって土地とは何か―まちづくりから土地問題を考える』（筑摩書房、1988年） / ISBN 978-4480051189
- 『都市的なるものへ―大谷幸夫作品集』（建築資料研究社、2006年） / ISBN 978-4874609101
- 『建築家の原点―大谷幸夫 建築は誰のために』（建築ジャーナル、2009年） / ISBN 978-4860350642
- 『都市空間のデザイン―歴史のなかの建築と都市』（岩波書店、2012年） / ISBN 978-4000258265

## 論文
- CiNii収録論文 - 国立情報学研究所